# ایرن کروگر
ایرن کروگر (انگلیسی: Ehren Kruger؛ زادهٔ ۵ اکتبر ۱۹۷۲) فیلم‌نامه‌نویس و تهیه‌کننده فیلم اهل ایالات متحده آمریکا است.

## فیلم‌شناسی
- جاده آرلینگتون (۱۹۹۹، نویسنده)
- جیغ ۳ (۲۰۰۰، نویسنده)
- حلقه (۲۰۰۲، نویسنده)
- حلقه دو (۲۰۰۵، نویسنده)
- شاه‌کلید (۲۰۰۵، نویسنده)
- برادران گریم (۲۰۰۵، نویسنده)
- تبدیل‌شوندگان: انتقام شکست‌خوردگان (۲۰۰۹، نویسنده)
- خانه رؤیایی (۲۰۱۱، تهیه کننده)
- جیغ ۴ (۲۰۱۱، مدیر اجرایی تولید)
- تبدیل‌شوندگان: نیمه تاریک ماه (۲۰۱۱، نویسنده)
- تبدیل‌شوندگان: عصر انقراض (۲۰۱۴، نویسنده)
- حلقه‌ها (۲۰۱۷، مدیر اجرایی تولید)
- شبح درون پوسته[۲] (۲۰۱۷، نویسنده)
- دامبو (۲۰۱۹، نویسنده و تهیه‌کننده)
- تاپ گان: ماوریک (۲۰۲۲، نویسنده)